# Rocky Siberie
Richmar Simon Sabino Siberie (Willemstad, 24 marzo 1982) è un calciatore olandese, attaccante dell'Ospedaletti.

## Carriera

### Club
Gioca dal 2002 al 2003 all'Heerenveen. Nel 2003 si trasferisce al Cambuur. Nel 2004 si trasferisce in Germania, al St. Pauli. Nel 2005 passa agli sloveni del Maribor. Nel gennaio 2006 viene ceduto ai tedeschi del Wuppertaler. Nel gennaio 2007 si trasferisce a Malta, al Valletta. Nell'estate 2007 viene acquistato dallo Straelen. Nel 2008 si trasferisce nei Paesi Bassi, al Dordrecht. Nel 2009 passa all'Hercules. Nel 2010 si trasferisce in Italia, al Pro Settimo & Eureka, formazione militante in Eccellenza piemontese. Nel 2014 viene acquistato dall'Ospedaletti.

### Nazionale
Nel 2004 debutta con la Nazionale antillana olandese, con cui gioca fino al 2008, ottenendo 8 presenze e 2 reti. Il 2 settembre 2011 debutta con la Nazionale di calcio di Curaçao, in Antigua e Barbuda-Curaçao, in cui mette a segno una rete. Fra il 10 e il 15 novembre 2011 segna 5 reti. Mette infatti a segno una rete in Haiti-Curaçao del 10 novembre 2011 e due doppiette, in Isole Vergini americane-Curaçao dell'11 novembre 2011 e in Curaçao-Isole Vergini americane del 15 novembre 2011. Ha collezionato in totale, con la Nazionale di calcio di Curaçao, 6 presenze e 6 reti.